# Maestà di Santa Maria dei Servi
La Maestà di Santa Maria est une Vierge à l'Enfant au trône et les anges, un tableau peint par Cimabue en tempera sur panneau de 218 × 188 cm, de la Basilique Santa Maria dei Servi de Bologne.

## Histoire
Le tableau fut peint par Cimabue ou son atelier entre la Maestà destinée à l'église San Francesco de Pise (1280 environ) et la Maestà di Santa Trinita (1290).

## Thème
C'est une Maestà, un thème de l'iconographie de la peinture chrétienne de la Vierge à l'Enfant trônant en majesté, entourée d'anges, certaines également de saints et de prophètes.

## Description
La Vierge, assise sur le trône, porte l'Enfant dans ses bras et sur ses genoux. L'Enfant Jésus tient dans sa main gauche une page, il touche le visage de sa mère de son autre main au bout de son bras tendu. Ils sont entourés de deux anges, identiques, dupliqués, répartis à gauche et à droite.

## Analyse
Toutes les principes de la peinture byzantine sont exprimés dans ce tableau : fond doré, Vierge et l'Enfant symboliquement plus grands que les autres personnages. Le trône, symbolique lui aussi, mêle siège et architecture. Les auréoles sont toutes identiques, circulaires quelle que soit l'orientation de la tête.